# Isadelphina mariaeclarae
Isadelphina mariaeclarae là một loài bướm đêm trong họ Noctuidae.